# Марьинское озеро
Ма́рьинское (Марьино), бывшее Чертово — озеро в Лядской волости Плюсского района Псковской области в бассейне реки Яня.
Площадь — 0,089 км² (8,9 га). Максимальная глубина — 6,3 м, средняя глубина — 3,1 м.
Из озера берёт начало река Ядринка. На берегу озера стоит деревня Марьинско.
Тип озера плотвично-окуневый, где водятся рыбы: щука, плотва, окунь, вьюн, налим, линь, карась, красноперка, ерш; могут встречаться раки.
Для озера характерно: отлогие и крутые берега, на берегу лес, луга, поля, огороды. Дно в центре илистое, в литорали — песок, заиленный песок, камни. Есть донные и береговые ключи.

## Исторические сведения
Первоначально озеро называлось Чертово. Ещё в писцовой книге 1571 года отмечены в Лятцком погосте деревни Большое Чертово и Меншое Чертово, однако упоминания об озере в ней нет. Впервые краткое описание его встречается в писцовой книге 1584 года в тексте по деревне Чертово Меншое.

«Да под тою же деревнею озерко Чертово, рыбные ловли в нём нет.»— [РГАДА, Ф.1209, Оп. 1, № 967, л. 49]
Существует мнение, что называлось оно так потому, что находилось у черты — межи, границы между Лятцким и Бельским погостами.

В 1820 году деревню Чертово Жилое на озере Чертово покупает на торгах Василий Федорович Дружинин — отец писателя Александра Васильевича Дружинина. Со временем возле деревни была отстроена помещичья усадьба, которая получила название по имени супруги В. Ф. Дружинина Марии Павловны — Мариинское. Впоследствии и озеро, возле которого она стояла, также стало называться Марьинским. В воспоминаниях Д. В. Григоровича, посетившего в 1855 году Дружининых в Мариинском, сохранилась записка о купании в этом озере.

«Перед завтраком мы пошли купаться; с первого шага в воду нога моя стала вязнуть, и я скорее вышел на берег.

— Что с вами? — беспокойно спросил Дружинин.

— В пруду вязко.

— В каком пруду? Где вы видите пруд?.. Это озеро… И вовсе не вязко, на дне чистый песок.

В течение дня я по ошибке произнес несколько раз слово „пруд“, и всякий раз Дружинин спешил меня исправить, вскрикивая, с оттенком неудовольствия: озеро, озеро, озеро!..»